# Time Cut
Time Cut è un film del 2024 diretto da Hannah Macpherson.

## Trama
Lucy Field è cresciuta con il ricordo del fantasma della sorella Summer, che non ha mai conosciuto perché uccisa insieme ad altri tre suoi compagni da un serial killer mai identificato, prima che lei nascesse. La paura di ciò che è accaduto a Summer ha portato i genitori a diventare iperprotettivi con Lucy, ma allo stesso tempo a farla sentire come se fosse solo un rimpiazzo della sorella.
Un giorno, Lucy si reca con i suoi genitori nel luogo dove sua sorella è morta per renderle omaggio. Entrando nel fienile, il luogo dell'omicidio, Lucy nota una strana macchina e, prima di rendersene conto, viene trasportata indietro nel 2003, anno in cui la sorella è stata uccisa. Superato lo shock iniziale, Lucy fa la conoscenza di Quinn, un ragazzo escluso e deriso dai più popolari della scuola, tra cui gli amici di Summer, ai quali impedisce di gettarlo nel fiume come scherzo. Lucy rivela a Quinn di venire la futuro, mostrandogli il suo cellulare, e insieme cercano di trovare un modo per cambiare il presente.
Nel frattempo, Lucy matura la consapevolezza che questo viaggio nel passato potrebbe darle la possibilità di impedire la morte di Summer e cambiare il suo presente. Così, si avvicina a lei e le due entrano presto in sintonia, tanto che Summer le confessa la sua storia segreta con Emmy, di cui nemmeno i suoi genitori erano a conoscenza.
Lucy inizia a frequentare Summer e i suoi genitori, vivendo una vita familiare a lei completamente nuova. È proprio durante una conversazione con loro, Lucy apprende che, oltre a Summer, non hanno mai pensato di avere altri figli. Viene quindi alla luce il paradosso temporale di questa situazione: se Summer sopravvive, Lucy non esisterà, facendole capire che è stata la morte di sua sorella a permetterle di nascere. Trovandosi di fronte a un bivio e avendo raccontato tutta la verità a Summer, anche se ciò comportasse la sua stessa non esistenza, Lucy preferisce sacrificarsi piuttosto che perdere la sorella che finalmente ha conosciuto e ha cui ha imparato a voler bene. Decide quindi di concretizzare insieme a Quinn il suo piano per salvare Summer.
La sera stessa dell'omicidio, mentre Summer è alla famosa festa (dove si scambia un tenero bacio con Emmy), i due si introducono nella SonR, la società in cui lavora suo padre, dove scoprono il corpo di uno degli addetti alla sicurezza e la mancanza di uno dei due componenti necessari per far funzionare la macchina del tempo. Capiscono quindi che l'assassino in realtà viene dal futuro, proprio come Lucy. In una corsa contro il tempo, riescono a impedire che Summer venga uccisa, investendo con l'auto il killer proprio nel momento in cui sta cercando di ucciderla nel fienile. L'assassino sopravvive e si toglie la maschera, e i tre scoprono con orrore che l'assassino è lo stesso Quinn, ma proveniente da un futuro alternativo. Quest'ultimo, attraverso la macchina del tempo, è riuscito a tornare nel 2003 per uccidere Summer, vendicandosi di lei per non aver mai ricambiato i suoi sentimenti e per non averlo aiutato quando fu gettato nel fiume.
Alla fine, per salvare Quinn e Summer, Lucy porta con sé il Quinn malvagio nel futuro, dove riesce a ucciderlo.
Contenta di aver finalmente conosciuto la sorella e aver dato una svolta alla sua vita, Lucy decide di restare nel 2003.

## Produzione
Nel maggio 2021 è stato annunciato che una sceneggiatura scritta da Michael Kennedy e Sono Patel sarebbe stata diretta da Hannah MacPherson. Madison Bailey e Antonia Gentry sono stati i primi membri del cast annunciati per recitare nel film. Altri membri del cast sono stati rivelati quando è stata annunciata l'uscita nel 2024.
Le riprese si sarebbero dovute svolgere a Winnipeg, Manitoba, in Canada, tra il 21 giugno e il 28 luglio 2021. Le riprese iniziarono il 6 luglio e terminarono ad agosto, con il lavoro di fotografia svolto da Tony Mirza e Halyna Hutchins prima che Hutchins lavorasse al suo ultimo film, Rust. La produzione di Time Cut utilizzava pistole scariche, ma il personale addetto alla sicurezza delle armi da fuoco seguiva ancora le precauzioni di sicurezza standard per garantire che l'intero cast e la troupe ne fossero consapevoli.

## Distribuzione
Il film è stato distribuito sulla piattaforma Netflix dal 30 ottobre 2024.

## Accoglienza
Sul sito di aggregazione delle recensioni Rotten Tomatoes, il 24% delle recensioni di 34 critici è positivo, con una valutazione media di 4/10. Metacritic, che utilizza una media ponderata, ha assegnato al film un punteggio di 36 su 100, basato su nove critici, indicando recensioni "generalmente sfavorevoli".